# ابن سمجون
ابوبکر حمید بن سمجون دانشمند و پزشک اندلسی از قرن چهارم هجری بود. وی در اعتلای علوم داروسازی و گیاهان دارویی در اندلس در ایام قاضی ثانی و حاجب منصور بن ابی عامر دستی داشت. وی در حدود سال ۴۰۰ هجری قمری درگذشت. کتب ابن سمجون عبارتند از: کتاب الادویة المفردة و کتاب القرابادین.